# Петраро (Козенца)
Петраро је насеље у Италији у округу Козенца, региону Калабрија.
Према процени из 2011. у насељу је живело 533 становника. Насеље се налази на надморској висини од 168 м.